# Ziesarscher Kreis
Der Ziesarsche Kreis, auch Kreis Ziesar war ein von 1773 bis 1816 bestehender Kreis im nördlichen Teil des brandenburg-preußischen Herzogtums Magdeburg im Königreich Preußen. Das Gebiet des Ziesarschen Kreis war 1773 vom Zaucheschen Kreis der Kurmark abgetrennt und in das Herzogtum Magdeburg eingegliedert worden. Dagegen kam der bis dahin zum Herzogtum Magdeburg gehörende Luckenwaldische Kreis zur Kurmark. Der Ziesarsche Kreis ging in der Kreisreform von 1816 im Kreis Jerichow I auf.

## Geschichte
Als König Friedrich II. (der Große) im Jahre 1772 die Musterung seiner Truppen in Pietzpuhl vornahm, bemerkte er, dass der größte Teil des Zauchischen Kreises der Kurmark näher an Magdeburg lag als an Berlin, und umgekehrt, dass der zum Herzogtum Magdeburg gehörende, aber schon seit 1730 unter der Verwaltung der Kriegs- und Domänenkammer stehende Luckenwaldesche Kreis als Exklave von der Mittelmark halb umgeben war. Er beschloss daher, die westlichen Teile des Zauchischen Kreis zum Herzogtum Magdeburg zu legen, den Luckenwaldeschen Kreis dagegen zur Kurmark.
Der Unmittelbare Königliche Befehl an das Justiz- und geistliche Department lautete:

„Demnach Se Königl. Majestät in Preussen, unser allergnedigster Herr, allerhöchst selbst bemerket haben, daß verschiedene Districte, Ortschaften und Gegenden der Churmark, besonders des dazu gehörenden Zauchischen Kreises, nahe bey der Stadt Magdeburg und in dem dortigen Herzogthum belegen; von hier aus aber zu weit entfernt sind, als daß darauf die gehörige Aufsicht gehalten werden könne, woraus denn nichts als Inconveniezien, Verzögerungen und Nachtheil im Dienst bisher entstanden. So haben höchstgedachte Se. Königl. Majestät bey diesen Umständen, und da der Luckenwaldische Kreis ebenso weit von Magdeburg ab, und der Churmark näher belegen ist, in Gnaden resolviret, daß um allen Irrungen fürs künfige abzuhelfen, und damit alles mit mehr Aufsicht und promtitude tractiret werden möge, vorgedachter Luckenwaldischer Kreis von Trinitatis künftigen Jahres an zur Churmark, und dagegen der Theil des Zauchischen Kreises, welcher jenseits der sogenannten Bache bey dem sächsischen Dorf Briesen inclusive Gröningen und Wollin bis an die Buckau liegt, und worinn die in anliegender Specificatin sub A benannte Oerter befindlich sind, zum Herzogthum Magdeburg verleget, und also diese Districte in Landes- und Hoheitssachen von den resp. Landes-Collegiis der Provinzien, wozu selbige geleget worden, respiciret werden sollen. Und befehlen daher Allerhöchst dieselben Dero Justiz- und geistlichem Departement hiermit in Gnaden, hiernach an die Justiz-Collegia und Consistoria das nöthige zu veranlassen, jedoch aber denenselbigen dabey aufzugeben, in den ERkenntnissen sich nach den in jeder Provinz hergebrachten Rechten zu achten. Potsdam, den 8. Sept. 1772 Friederich.“

Der Gebietstausch trat zu Trinitatis (= 6. Juni) 1773 in Kraft. Der Ziesarsche Kreis hatte 1784 ohne die Städte und ohne das Militär 5769 Einwohner.

### 1773 vom Zaucheschen Kreis abgetrennt
1773 wurden die im Wesentlichen um Ziesar gelegenen Gebiete bzw. überhaupt die westlichen Teile des Zaucheschen Kreises und damit von der Kurmark abgetrennt und in das Herzogtum Magdeburg eingegliedert. Dafür kam der herzoglich-magdeburgische Luckenwaldesche Kreis zur Kurmark. Der Ziesarsche Kreis bestand schließlich aus mehreren kleinen Gebietsteilen, die zum großen Teil innerhalb des Jerichowschen Kreises lagen. Nach Büsching und Heineccius bestand der Ziesarsche Kreis aus folgenden Städten, Dörfern, Vorwerken, Mühlen und Einzelhäusern:
Städte
- Leitzkau (Leitzkow[1])
- Ziesar
- Schäferey vor Ziesar[1], lag in Ziesar im Bereich Schopsdorfer Chaussee 1
- Papiermühle bei Ziesar[1], nicht erwähnt bei Heineccius, nicht identifiziert

Plattes Land
- Alt Leitzkau (Althaus Leitzkau, Leitzkau alter Seite), adliges Vorwerk, Windmühle[2]
- Bardelebenshof[3]/Bardeleber Hof vor Ziesar[1], adliges Vorwerk[3], lag dicht bei Ziesar auf Stadtgebiet, bisher nicht identifiziert
- Birkenreismühle/Berkenries Mühle[1], Mahlmühle[3], heute Wohnplatz in der Gemeinde Buckautal
- Blockhauß[1]/Blockhäuser[3], existiert nicht mehr, lag westlich von Verlorenwasser ()
- Böcke, Dorf[3], Ortsteil der Gemeinde Wenzlow
- Borgens Hof vor Ziesar, adliges Vorwerk[1][4], existiert nicht mehr, lag in Ziesar, Fiener Weg, gegenüber den Gebäuden Fiener Weg 9–10.
- Pramsdorf (Bramsdorf[4][1]), Dorf, im Ortsteil Buckau der Gemeinde Buckautal aufgegangen (Pramsdorfer Straße östlich der Buckau)
- Buckau/Buckow nebst Mühle[1], Dorf und Wassermühle mit zwei Gängen, mit einem Schneide- und einem Ölgang[4], heute Ortsteil der Gemeinde Buckautal
- Bücknitz (Bückenitz[1][5]), Dorf Wassermühle mit einem Mahlgang, 1740 in Erbpacht gegeben[5], heute Ortsteil der Stadt Ziesar,
- Bückenitzsche Mühle[1] (s. o.)
- Köpernitz (Coepernitz[1]/Cöpernitz[5]), Dorf, zwei Amtsteiche, eine Ölmühle, heute Ortsteil der Stadt Ziesar
- Krüssau, adeliges Vorwerk, (Crüssow[1]/Crüßau[6]), Mühlenteich und Wassermühle mit einem Mahl- und einem Ölgang, heute Ortsteil der Stadt Möckern
- Dahlen[1][6], adliges Vorwerk, heute Gemeindeteil der Gemeinde Gräben
- Dretzen, Kolonie, ehemaliges Amtsvorwerk[1][6], 1763 Kolonie gegründet, Unterförsterei, heute Ortsteil der Gemeinde Buckautal
- Egelinde, adliges Vorwerk[1][7], Gemeindeteil der Stadt Bad Belzig
- Ehlingsmühle[1]/Egelingsmühle[1], 1842: Friedrichs Schneidemühle, Wasserschneidemühle, existiert nicht mehr, lag westlich von Verlorenwasser
- Eulenmühle[7] (Erlenmühle[1]), Wassermühle mit zwei Mahlgängen und einem Ölgang, zum Amt Ziesar gehörig, heute Wohnplatz der Stadt Ziesar
- Friesdorfer Papiermühle[1][7], Amt Ziesar, Wohnplatz Friesdorf der Gemeinde Wollin
- Glienecke, (Glinicke[1]), Dorf, zum Amt Ziesar, 6 Untertanen des von Bardeleben auf Bardelebenshof[8], Ortsteil der Stadt Ziesar
- Gottesfahrter Papiermühle[1]/Gottesforther Papiermühle[8], Papiermühle mit zwei Gängen, ein holländischer Gang, Amt Ziesar, existiert nicht mehr, heute Stadt Genthin, Ortsteil Schopsdorf, Gottesforth 1–5
- Grabow, adliges Dorf mit einem von Plothoschen Vorwerk[8], Wassermahl- und ölmühle[9], heute Ortsteil der Stadt Möckern
- Grabowsches Forsthaus[1], nicht erwähnt bei Heineccius
- Gräben[1]/Gräbensche Mühle[1], adliges Dorf mit zwei Rittergütern, Ziegelscheune, Wassermahlmühle, Schneidemühle[9], Gemeinde
- Grebs, Kolonie[10]/Vorwerk Grebs[1], Amt Ziesar, Gemeindeteil der Stadt Ziesar
- Groß Lubars[1]/Groß Lübars, adliges Dorf mit Rittergut, Wassermühle[10], heute Ortsteil Lübars der Stadt Möckern
- Grüningen/Groeningen[1], Dorf, Amt Ziesar[10], Gemeindeteil der Gemeinde Wenzlow
- Gürgens Mühle/Jürgens Mühle[1], zu Pietzpuhl gehörig, Wassermühle an der Ihle mit einem Mahl- und einem Walkgang[11], ?
- Hansens Mühle[11]/Hausens Mühle[1], adlige Wassermühle an der Ihle, mit einem Mahl- und einem Walkgang, ?
- Helleholz oder Sandforth[11]/Helleholz[1], Unterförsterei, Amt Ziesar, existiert nicht mehr (lag am Geuenbach zwischen Schopsdorf und Köpernitz, )
- Herrenmühle/Herrnmühle[1], Wassermühle mit vier Mahlgängen, Nebenzoll, Amt Ziesar[12], Gemeindeteil von Ziesar
- Hobeck/Hohbeck[12], adliges Dorf mit Rittergut und Schäferei, Ortsteil der Stadt Möckern
- Hohensprings Mühle[1]/Hohenspringer Papiermühle[12], adlige Papiermühle mit zwei Gängen, heute Hohenspringe, Gemeindeteil der Stadt Bad Belzig
- Kähnert/Köhnert[1], adliges Rittergut mit Schäferei[12], Ortsteil der Stadt Möckern
- Klappermühle[1][13], adlige Wassermühle mit einem Mahl- und einem Walkgang an der Ihle, auf der Kähnertschen Feldmark[13], heute Friedensau, Ortsteil der Stadt Möckern
- Klappermühle oder Lochausche Mühle[13]/Happermühle[1], adlige Wassermühle an der Ziprahne mit einem Mahlgang bei Lochow, heute ?
- Klein Lübars/Klein Lubars[1], adliges Dorf mit einem Rittergut, Wassermahlmühle[13], Ortsteil der Stadt Möckern
- Klitsche oder Klitzke[14]/Klitzke[1], adliges Vorwerk mit Schäferei, existiert nicht mehr, heute Truppenübungsplatz Altengrabow
- Küsel/Kiesel[1], adliges Dorf mit einem Rittergut, wüste Wassermühle[14], Ortsteil der Stadt Möckern
- Ladeburg, adliges Dorf mit einer Windmühle[14], Ortsteil der Gemeinde Gommern
- Lochow/Lochau[1][15], adliges Vorwerk, Obstbaumpflanzungen, Ortsteil der Stadt Möckern
- Madel, adliges Vorwerk mit Schäferei[15], Ortsteil der Stadt Burg (bei Magdeburg)
- Magdeburgisch Fort[1][15], Dorf, Wassermühle mit einem Mahl- und einem Schneidegang, Königliche Landjägerei, Amt Ziesar, Ortsteil Magdeburgerforth der Gemeinde Möckern
- Neu Leitzkau, Neuhaus Leitzkau oder Leitzkau Neuer Seite, adliges Vorwerk, bei Leitzkau[16]
- Neue Papiermühle[1][16], im Königlichen Ziesarschen Forst, am Bache von Gloina, Papiermühle mit zwei Gängen des Amtes Ziesar[16], nördlich Magdeburgerforth, K1212 (Rohpappe)
- Neue Schneidemühle[1], nicht erwähnt in Heineccius, ?
- Nonnenheide/Nonnenheyde[1], Unterförsterei des Amtes Ziesar[16], Wohnplatz der Gemeinde Görzke
- Papiermühle in der Heide[1], nicht erwähnt bei Heineccius
- Pietzpuhl/Pießpuhl[1], adliges Rittergut[17], heute eine Ortschaft der Einheitsgemeinde Möser
- Polzuhn/Pottziehn[1], adliges Vorwerk mit Schäferei[8][17], heute ?
- Polzunsche Mühle[1], Wassermühle mit einem Gang[17], heute ?
- Puhs Schneide- und Mahlmühle[1]/Pufsmühle[17], (1842: Puff oder Lehmann Mühle), Wassermühle mit einem Mahl- und einem Schneidegang, Amt Ziesar, Wohnplatz Puffs Mühle in der Gemeinde Wollin
- Puhlmannsmühle[1][17] (1842: Puhlmanns Schneidemühle), Wassermühle mit einem Mahl- und einem Schneidegang, Amt Ziesar, Wohnplatz Mühle Schöntal der Gemeinde Görzke
- Räckendorf/Reckendorf (Alt und Neu-)[18], zwei Rittersitze, Schäferei zu Neu Reckendorf gehörig[18], Ortsteil der Stadt Möckern
- Raehsdorf[1]/Rähsdorf[18], Ziegelscheune, Pottaschenbrennerei (Amt Ziesar), drei Mühlen in der Nähe (unbenannte Walkmühle mit zwei Lederwalken, Pottmühle mit zwei Lederwalken, Mahlmühle mit einem Gang, das alte Geschirr genannt), Teilbesitz des Amtes Ziesar, Ortsteil Reesdorf der Gemeinde Möckern
- Rosenkrug[1][18], Papiermühle mit einem Gang und Teerbrennerei, Amt Ziesar, existiert nicht mehr, lag südlich von Schopsdorf etwa hier ()
- Rothe Hauß, Forsthaus[1][6][19], existiert nicht mehr, lag nahe bei Wohnplatz Grünehaus in der Gemeinde Gräben ()
- Rottstock, Dorf, Karpfenteich (gehört nach Görzke), Nebenzoll, Unterförsterei, Amt Ziesar[19], Ortsteil der Gemeinde Gräben
- Schopsdorf/Schöbsdorf[1], Amt Ziesar, Papiermühle mit zwei Gängen, Ziegelscheune[19], Ortsteil der Stadt Genthin
- Spulkrug[1]/Spühlkrug[18], bei Räckendorf gelegen
- Stegelitz, adliges Dorf[20], Ortsteil der Stadt Möckern
- Steinberg, Kolonistendorf, 1763 aus Amtsvorwerk entstanden[21], Ortsteil der Gemeinde Buckautal
- Stresow, adliges Dorf mit einem Rittergut, Branntweinbrennerei[21], Ortsteil der Stadt Möckern
- Struwenberg und Krug[1]/Struwenberg, adliges Vorwerk (kein Krug genannt[21]), Struvenberg, Wohnplatz in der Gemeinde Gräben
- Topfmühle/Pottmühle, bei Räckendorf
- Verlorenwasser, Wassermühle mit einem Mahl- und einem Schneidegang, Gemeindeteil in der Stadt Bad Belzig
- Wenzlow, Dorf, Amt Ziesar, Wassermühle mit zwei Mahlgängen[22], Gemeinde
- Werbig, adliges Dorf[22], Ortsteil der Stadt Bad Belzig
- Wogenhütten[7]/Wagenhütte[1], östlich von Verlorenwasser gelegen
- Wolfshagen Mühle[1], nahe Burg (bei Magdeburg), nicht erwähnt bei Heineccius
- Wollin, Amt Ziesar[23], Gemeinde
- Ziegelsdorf, adliges Rittergut mit Schäferei und Ziegelscheune[24], Ortsteil der Stadt Möckern
- Zitz/Zietz[1], Dorf, Amt Ziesar, einige Bewohner gehören adligen Besitzern[24], Ortsteil der Gemeinde Rosenau

Büsching erwähnt noch Golmenglin (Ortsteil der Stadt Zerbst/Anhalt) (Gollmengelin), das ebenfalls zum Zaucheschen Kreis gehört haben soll und zum Ziesarschen Kreis gegeben worden sein soll. Der Ort wird in der Kreisbeschreibung von Heineccius nicht erwähnt. Es handelt sich sicher um einen Irrtum von Büsching. Der Ort gehörte zum Fürstentum Anhalt-Zerbst.
Der Ziesarsche Kreis wurde nach dem Wiener Kongress 1816 mit dem Landkreis Jerichow I vereinigt.

## Landräte
- 1773 bis 1779 Karl Moritz von Wangelin
- 1779 bis 81 Hans Ernst Dietrich von Werder[25]
- 1781 bis 1787 Carl Ludwig von Bardeleben[26]
- 1787 bis 1816 Wilhelm Heinrich Ernst von Arnim auf Theeßen